# One Outs
«One Outs» (яп. ワンナウツ Ваннауцу, неофиц. рус. «Один на вылет») — манга Синобу Кайтани, публиковавшаяся в Business Jump с 1998 по 2006 год. Была перезапущена 1 октября 2008 года. Студия Madhouse выпустила по манге одноимённый аниме-сериал.
Главный герой — Тоа Токути (яп. 渡久地 東亜 Токути То:а) — талантливый питчер, попадающий в профессиональную бейсбольную команду Ликаонс.

## Сюжет
Сайтамская команда «Ликаонс» — слабейшая в Японской бейсбольной лиге. Хиромити Кодзима, звёздный бэттер Ликаонс, отправляется в тренировочный лагерь на Окинаву подготовится к своему последнему (за 21 год карьеры) шансу принести команде звание чемпиона. Питчер, подававший ему на тренировках, травмируется и вместе с тренером отправляется искать замену для себя, но вместо этого принимает участие в американской азартной игре «One Outs», где один на один играют питчер и бэттер. Среди других здесь играет Тоа Токути — лучший и непобедимый бейсбольный игрок на деньги. Дважды сыграв с ним, Кодзима приводит Токути в «Ликаонс», чтобы он больше не играл в бейсбол на деньги. Однако Токути подписывает с владельцем команды контракт «One Outs», по которому за каждого выведенного в аут бэттера получает 5 миллионов иен, но теряет 50 миллионов за проигранное очко.

## Персонажи
- Тоа Токути (яп. 渡久地 東亜 Токути То:а)

Роль озвучивает Масато Хагивара
- Хиромити Кодзима (яп. 児島 弘道 Кодзима Хиромити)

Роль озвучивает Цутому Исобэ
- Сатоси Идэгути (яп. 出口 智志 Идэгути Сатоси)

Роль озвучивает Каппей Ямагути
- Цунэо Сайкава (яп. 彩川 恒雄 Саикава Цунэо)

Роль озвучивает  Кэндзи Уцуми
- Дзюнитиро Каванака (яп. 河中 純一 Каванака Дзюнитиро)

Роль озвучивает Такума Тэрасима
- Юузабуроу Михара (яп. 三原 雄三郎 Михара Юузабуроу)

Роль озвучивает Сёдзо Иизука
- Ицуки Таками (яп. 高見 樹 Таками Ицуки)

Роль озвучивает Масая Мацуказэ
- Наканэ

Роль озвучивает Ватару Такаги
- Киносаки

Роль озвучивает Нобуо Тобита
- Биг Мама

Роль озвучивает Тосико Фудзита

## Список серий
| №  | Название                                     | Дата оригинального показа |
| -- | -------------------------------------------- | ------------------------- |
| 01 | Человек-загадка (謎の男)                     | 08.10.2008                |
| 02 | Игрок (勝負師)                               | 15.10.2008                |
| 03 | Контракт (ワンナウツ契約)                    | 22.10.2008                |
| 04 | Квалификация команды (ナインの資格)          | 29.10.2008                |
| 05 | Надежда (希望)                               | 05.11.2008                |
| 06 | Слабо закрученный фастбол (低回転ストレート) | 12.11.2008                |
| 07 | Уловка и ловушка (Trick&Trap)                | 19.11.2008                |
| 08 | Нечестная игра (反則合戦)                    | 26.11.2008                |
| 09 | Расплата (決着)                              | 03.12.2008                |
| 10 | Стратег против игрока (知将VS勝負師)         | 10.12.2008                |
| 11 | Быстрейший в мире (世界最速の男)             | 17.12.2008                |
| 12 | Скрытая подача (必殺投法)                    | 24.12.2008                |
| 13 | Запечатанные ноги (封印された足)             | 07.01.2009                |
| 14 | Девять инфилдеров (9人内野)                  | 14.01.2009                |
| 15 | Один инфилдер (1人内野)                      | 21.01.2009                |
| 16 | Стадион уловок (トリックスタジアム)          | 28.01.2009                |
| 17 | Обманный наклбол (インチキナックル)          | 04.02.2009                |
| 18 | Украденный знак (盗まれたサイン)             | 11.02.2009                |
| 19 | Скрытый сигнал (ヤミ信号)                    | 18.02.2009                |
| 20 | Насмешка (翻弄)                              | 25.02.2009                |
| 21 | Разоблачение (漏洩)                          | 04.03.2009                |
| 22 | Перехват (盗聴)                              | 11.03.2009                |
| 23 | Стратегии (攻略)                             | 18.03.2009                |
| 24 | Заговор (陰謀)                               | 25.03.2009                |
| 25 | Перед победой… (勝利の先に...)               | 01.04.2009                |